# David Idelson

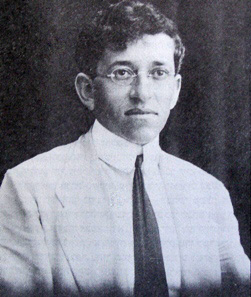
David Idelson

David Idelson (hebräisch דוד אידלסון; auch Idelsohn, geboren Mai 1891 in Mykolajiw, Russisches Kaiserreich; gestorben 19. Oktober 1954 in Wien) war ein israelischer Reformpädagoge.

## Leben
David Idelson war ein Sohn des Joshua Idelson und der Haya Rabinovitz. Er besuchte den Cheder und für fünf Jahre ein Gymnasium. Er engagierte sich in der sozialistischen zionistischen Jugend und beteiligte sich 1905 bei den Pogromen im zaristischen Russland an der jüdischen Selbstverteidigung. 1906 emigrierte er ins Osmanische Reich nach Palästina. Idelson besuchte eine pädagogische Ausbildung für Lehrer und begann Anfang 1914 in der Schweiz und im Deutschen Reich ein Studium der Psychologie und Pädagogik. Bei Kriegsausbruch kehrte er nach Palästina zurück, wo er sich der Konskription in die Osmanische Armee entzog. Ab 1915 arbeitete er als Lehrer in der landwirtschaftlichen Siedlung Hartuv. In dieser Zeit entwickelte er ein Grundschulbuch für Lesen und Schreiben in Hebräisch und für Rechnen. Er übertrug seine Lehrmethoden auch auf den Erwachsenenunterricht. Von 1919 bis 1924 war er Lehrer an einer Mädchenschule in Tel Aviv und leitete danach bis 1929 die „Kindergemeinde“ im Kibbuz Beit Alfa.
Idelson reiste zum Erfahrungsaustausch nach Europa und traf in der Sowjetunion den Reformpädagogen Stanislaw Schazki. 1929/30 besuchte er psychoanalytische Kurse an den Lehrinstituten in Wien und Berlin. 1932 heiratete er in Berlin Ester Bat Zvi Choen, sie hatten einen Sohn. Seine Lehranalyse begann er in Berlin beim Psychoanalytiker Mosche Wulff und setzte sie nach dessen Flucht bei ihm in Palästina fort. In Tel Aviv arbeitete Idelson in einem Heim für schwer erziehbare Jugendliche mit den von ihm adaptierten Methoden der Arbeitspädagogik. Idelson wurde 1939 als außerordentliches Mitglied in die psychoanalytische Gesellschaft „Chewrah Psychoanalytith b' Erez Israel“ (CPEI) aufgenommen.